# Synthos
Synthos, denumit între 1941–1945 Chemischen Kombinat Auschwitz și după 1945 Fabryka Paliw Syntetycznych Dwory și Chemiczna Dwory, este o companie producătoare de cauciuc sintetic din Polonia, fondată în 1941 de către Buna-Werke din cadrul I. G. Farbenindustrie⁠(en)[traduceți].
Aproximativ 80 % din producția proprie este destinată industriei mondiale de anvelope, la companii precum Michelin, Continental, Bridgestone, Goodyear și Pirelli.

## Istoric
La nivelul anului 1937, Polonia, alături de Italia, Cehoslovacia și Japonia, au pornit sau aveau să pornească producția de cauciuc sintetic, pe lângă țări ca SUA, Germania Nazistă și URSS care deja produceau.
După planul centralizat de 6 ani al Republicii Polone, în 1955 se prevedea producția a 13 000 tone de cauciuc sintetic.
În 2014 a primit scorul de credit BB („mai puțin vulnerabil pe termen scurt, dar cu incertitudini majore în curs de desfășurare la condițiile de afaceri, financiare și economice nefavorabile”) de la S&P Global Ratings. Aceasta avea o datorie de 258 de milioane de dolari.
Este deținută de miliardarul polonez Michał Sołowow⁠(en)[traduceți].

## În România
Compania Chemiczna Dwory a fost interesată de cumpărarea combinatului de cauciuc sintetic CAROM din Onești în 2006, în competiție cu Calder-A, care încheiase un contract de novație cu Balkan Petroleum pentru preluarea RAFO Onești. La prima licitație din noiembrie 2006, combinatul avea o suprafață de 2,45 milioane de metri pătrați, cu clădiri, mijloace fixe și stocuri și un preț de pornire de 154,69 milioane lei (43,69 milioane euro) fără TVA. Niciuna dintre cele două companii nu a achiziționat caietul de sarcini la licitație, în posibilitatea așteptării a scăderii prețului, același lucru petrecându-se și la a doua licitație din ianuarie 2007 cu prețul minim de 25 de milioane de euro, unde potrivit lichidatorului judiciar, un preț mai mic ar fi însemnat valoarea întregului combinat la fier vechi, lucru de neacceptat pentru lichidator și respins de ministrul finanțelor Sebastian Vlădescu.
Potrivit președintelui companiei polone, Dariusz Krawczyk, CAROM s-a dovedit a fi într-o stare foarte proastă și nu merita cumpărat. Chemiczna Dwory a preferat în schimb să cumpere în totalitate de la compania cehă Unipetrol combinatul Kaucuk a.s din Kralupy nad Vltavou⁠(en)[traduceți], Cehia în 2007, la un preț de 195 de milioane de euro. Kaucuk avea profilul de producție în cauciucuri butadien-stirenice în emulsie și polibutadienă sub marca Kralex și polistiren iar Chemiczna Dwory cauciucuri butadien-stirenice, cu conținut ridicat de stiren și butadienice sub marca Ker. Valoarea CAROM a fost estimată separat la aproximativ 50 de milioane de dolari, însă investitorii nu au fost atrași de prețul lăsat la jumătate din valoare din cauza distrugerilor liniilor de producție de către conducerea combinatului, pentru câștiguri personale.